# Venus y Adonis (Goya)
Venus y Adonis es un óleo realizado hacia 1771 por el pintor español Francisco de Goya. Sus dimensiones son de 23 × 12 cm. Se expone en el Museo de Zaragoza.

## Descripción
En 1770, Goya viajó a Italia, donde los artistas de la época profundizaban sus conocimientos del arte, muchos de ellos subvencionados por varias instituciones. Era un artista joven y aún desconocido, cuyo estilo original apenas comenzaba a manifestarse. A diferencia de muchos becarios, él mismo se vio obligado a cubrir los gastos de la estancia en el extranjero. En Italia, pintó varias obras sobre temas mitológicos, incluyendo Venus y Adonis. Eran imágenes de formato reducido y ejecución rápida – el artista las pintó y las vendió rápidamente para poder cubrir sus gastos en el extranjero.